# Galbenisz Tomasz
Galbenisz Tomasz (Budapest, 1963. május 11. –) görög származású magyar színész, szinkronszínész.

## Élete
Szülei Görögországból menekültek Magyarországra. Az I. László Gimnáziumban érettségizett, kémia tagozatra járt. A Nemzeti Színház stúdiójában tanult színészmesterséget Bodnár Sándor vezetésével, majd 1984-ben kezdte meg tanulmányait a Színművészeti Főiskolán: Kerényi Imre és Huszti Péter voltak az osztályvezető tanárai. 
Diplomás színészként 1988-ban a Nemzeti Színházban kezdte pályáját. 1989-től a Szegedi Nemzeti Színház szerződtette. 1992-től a Madách Színház tagja, 1994-ben legjobb epizodistának járó Vándor Pufi-díjat nyert. 
Számos film és sorozat szereplőjének kölcsönözte a hangját szinkronszínészként. Többek között ő kölcsönözte a magyar hangját Józsa Imre halála után C-3PO-nak a Csillagok háborújában.

## Magánélete
Nős, két kislány édesapja.

## Munkássága

### Szerepei

#### Színházi
| Szerző(k)                               | Mű                                         | Szerep                                                      |
| --------------------------------------- | ------------------------------------------ | ----------------------------------------------------------- |
| Szörényi Levente-Bródy János            | István, a király                           | Laborc                                                      |
| Machiavelli                             | Mandragora                                 | Siro                                                        |
| Joe Orton                               | Szajré                                     | Denis                                                       |
| Kornis Mihály                           | Körmagyar                                  | az író                                                      |
| Andrew Lloyd Webber                     | Az operaház fantomja                       | Monsieur Firmin, operaigazgató                              |
| Andrew Lloyd Webber                     | József és a színes, szélesvásznú álomkabát | Dan                                                         |
| Örkény István                           | Pisti a vérzivatarban                      | A tevékeny                                                  |
| Shakespeare                             | Macbeth                                    | Malcolm                                                     |
| Shakespeare                             | Hamlet                                     | Fortinbras                                                  |
| Shakespeare                             | Ahogy tetszik                              | Corinnus                                                    |
| Marriott – Foot                         | Csak semmi szex, angolok vagyunk           | Arnold Neddham                                              |
| Robert Cohen                            | A fejedelem                                | Biagio Buonaccorsi                                          |
| Lugosi Döme                             | A vámpír árnyéka                           | TV rendező                                                  |
| Michael Cooney                          | Nem ér a nevem                             | Mr. Forbright                                               |
| Michail Sebastian                       | Névtelen csillag                           | Állomásfőnök                                                |
| Boublil – Schönberg – Kretzmer          | A nyomorultak                              | Thénardier                                                  |
| Molnár Ferenc                           | Egy, kettő, három                          | Divatárus                                                   |
| Joseph Stein-Jerry Bock-Sheldon Hernick | Hegedűs a háztetőn                         | Avram                                                       |
| Shakespeare                             | Macbeth                                    | Malcolm                                                     |
| Eric Idle                               | Spamalot                                   | Sir Bedevere, Galahad anyja, Herbert herceg apja, Szerzetes |

#### Filmes
| Film                 | Szerep                            |
| -------------------- | --------------------------------- |
| Jóban Rosszban       | Simon Lajos (8 epizód, 2021–2022) |
| Tűzvonalban          | Dr. Tálas (2 epizód, 2008)        |
| Apám beájulna (2003) |                                   |
| Gálvölgyi Show       | több szerep (1 epizód, 2003)      |
| Esti showder         |                                   |

### Szinkronszerepei

#### Játékfilmek
| Filmcím              | Év   | Szerep      | Színész        |
| -------------------- | ---- | ----------- | -------------- |
| Mielőtt felkel a Nap | 1995 | fiú a hídon | Tex Rubinowitz |

#### Sorozatok
| Sorozat                                                       | Szerep                          | Színész                             |
| ------------------------------------------------------------- | ------------------------------- | ----------------------------------- |
| A csodadoktor                                                 | Muhsin Korunmaz                 | Serkan Keskin                       |
| A három nővér                                                 | Fatih Kalender                  | Hakan Atalay                        |
| Szulejmán                                                     | Sümbül Ağa                      | Selim Bayraktar                     |
| Ezel                                                          | Ali 'Fogós' Kirgiz              | Barış Falay                         |
| La Pola                                                       | Don José María                  |                                     |
| Bír-lak                                                       | Joseph 'Joey' Gladstone         | Dave Coulier                        |
| Paula és Paulina                                              | Donato D'Angeli                 | Giovan D'Angelo                     |
| Titkok és szerelmek                                           | Alonso Del Ángel                | Toño Mauri                          |
| Hetedik mennyország                                           | Dr. Hank Hastings               | Ed Begley Jr.                       |
| Babylon 5                                                     | Dr. Stephen Franklin            | Richard Biggs (második hang)        |
| Hegylakó                                                      | Adam Pierson/Methos             | Peter Wingfield                     |
| A tengeralattjáró                                             | Fritz Grade főmérnök            | Klaus Wennemann                     |
| Az első csók                                                  | Aristide                        | François Rocquelin                  |
| Esmeralda                                                     | Sebastián Robles-Gil            | Rafael del Villar                   |
| Szakadt szakasz                                               | Branford Handy                  | Craig Anton                         |
| A Silla királyság ékköve                                      |                                 |                                     |
| 2x2 néha sokk                                                 | Paul                            | Ernie Grunwald                      |
| Végveszélyben                                                 | Mohammad 'Mo' Hassain           | Anthony Azizi                       |
| Szeretünk Raymond                                             | Raymond "Ray" Barone            | Ray Romano (első hang)              |
| Fedőneve: Puma                                                | Mehmet Schulz                   | Ercan Durmaz                        |
| Bazi nagy görög élet                                          | Nick                            | Louis Mandylor                      |
| 4400                                                          | Jordan Collier                  | Bill Campbell                       |
| Ez a ház totál gáz                                            | Juan Cuesta                     | José Luis Gil                       |
| 24                                                            | Gael Ortega                     | Jesse Borrego                       |
| Tengeri őrjárat                                               | Giorgio Bonanni                 | Francesco Siciliano                 |
| Őrjárat a kozmoszban – Az Orion űrhajó fantasztikus kalandjai | Atan Shubashi                   | Friedrich G. Beckhaus (új változat) |
| Deadwood                                                      | Doc Cochran                     | Brad Dourif                         |
| Raboljuk ki Mick Jaggert!                                     | Gourishankar 'Gary' Subramaniam | Maz Jobrani                         |
| Az ítélet: család                                             | Tobias Fünke                    | David Cross                         |
| A hatalom hálójában                                           | Tom Shayes                      | Tate Donovan                        |
| Candy                                                         | Eduardo                         | Alejandro Ibarra                    |
| A stúdió                                                      | Pete Hornberger                 | Scott Adsit                         |
| Bagoly mondja                                                 | Kenny                           | Thomas F. Wilson                    |
| Pokoli elmék                                                  | Mateo Rocha                     | Pep Munné                           |
| Szindbád kalandjai                                            | Firouz                          | Tim Progosh                         |
| Marina                                                        | Guillermo Alarcón               | Humberto Zurita                     |
| Kettős ügynök                                                 | Jai Wilcox                      | Sendhil Ramamurthy                  |
| A zöld íjász                                                  | Quentin Lance nyomozó           | Paul Blackthorne                    |
| Szünidei napló                                                | Noah Horowitz                   | Guy Loel                            |
| Így jártam anyátokkal                                         | Don Frank                       | Benjamin Koldyke                    |
| Légikatasztrófák                                              | narrátor                        |                                     |
| Katasztrófák nyomában                                         | narrátor                        |                                     |
| Marple – A Sittaford-rejtély                                  | Dr. Ambrose Burt                | Paul Kaye                           |
| Csernobil                                                     | Dzsugasvili                     | Mark Bagnall                        |
| Obi-Wan Kenobi                                                | C-3PO                           | Anthony Daniels                     |
| Sorsfordító szerelem                                          | Yakup Yörükhan                  | Hakan Meriçliler                    |

#### Anime, rajzfilm
| Sorozat                                               | Szerep                        | Eredeti szinkronszínész                               |  |
| ----------------------------------------------------- | ----------------------------- | ----------------------------------------------------- |  |
| Amerikai fater                                        | Klaus Heissler                | Dee Bradley Baker                                     |  |
| South Park                                            | Jimbo Kern (2. hang)          | Matt Stone                                            |  |
| Bleach                                                | Kuroszaki Issin               | Morikava Tosijuki                                     |  |
| Soul Eater – Lélekfalók                               | Halálisten mester             | Kojama Rikija                                         |  |
| InuYasha, a film 4. – A vörösen lángoló Haurai sziget | Kjora                         | Tobita Nobuo                                          |  |
| Mickey és az autóversenyzők                           | Billy Beagle                  | Jay Leno                                              |  |
| Naruto                                                | Kuroszuki Raiga               | Fudzsivara Kejdzsi                                    |  |
| A dinoszauruszok királya                              | Dr. Z                         | Gotó Tecuo                                            |  |
| Candy Candy                                           | Alistair (Stear) Cornwell     | Kaneta Kimotsuki                                      |  |
| Thomas, a gőzmozdony                                  | Edward                        | Keith Wickham (Egyesült Királyság) William Hope (USA) |  |
| MacsEb                                                |                               |                                                       |  |
| Sheen bolygója                                        | Hangyás                       | Jeff Bennett                                          |  |
| László tábor                                          | Lumpus főcserkész             | Tom Kenny                                             |  |
| Pókember elképesztő kalandjai                         | Mesmero (1. évad)             | Dwight Shultz                                         |  |
| Pókember elképesztő kalandjai                         | Deadpool                      | Will Friedle                                          |  |
| Verdák 3.                                             | Taxi / Faregame               | Jason Pace                                            |  |
| Madagaszkár                                           | Julien király                 | Sacha Baron Cohen                                     |  |
| Gumball csodálatos világa                             | Hot-dog srác (1. hang)        | Alex Jordan                                           |  |
| Olivér és társai                                      | Vagány (2. magyar változat)   |                                                       |  |
| Patrick, a postás                                     | Patrick                       |                                                       |  |
| Jeff és az űrlenyek                                   | Alessandro Minoli             | Jimmy, Ted, Sammy                                     |  |
| Blinky Bill – A film                                  |                               | Robert                                                |  |
| Spongyabob Kockanadrág                                | Sheldon J. Plankton 14x11-től | Mr. Lawrence                                          |  |

## Díjai, elismerései
- Vándor Pufi-díj (1993)[3]